# Економско-угоститељска школа „Вук Караџић” Велика Плана
Економско-угоститељска школа „Вук Караџић” у Великој Плани је основана 1962. године. Реорганизацијом мрежа школа 1975. године, она улази у састав образовног центра. Након укидања образовног центра 1. 1. 1991. године, ЕУШ „Вук Караџић“ у Великој Плани, као самостална васпитно-образовна организација школује средњошколску омладину.
Школа има 493 ученика и сарађује са низом хотела и ресторана у нашој и суседним општинама. У саставу школе је и ресторан – специјализована радионица за практичну наставу кувара, конобара и посластичара.
Такође, школа организује практичну наставу за ученике образовног профила Туристичко-хотелијерски техничар у посебно припремљеним просторијама и путем сарадње са агенцијама.

## Образовни профили
Ученици образовног профила Техничар обезбеђења имају посебне тренинге и опрему из области борилачих вештина, као и предмете засноване на изучавању права.
Ученици образовног профила Финансијски администратор и Финансијско-рачуноводствени техничар стичу неопходна знања о администрацији, економији, организацији и менаџменту предузећа, као и знања страних језика.

### Посластичар
Током школовања ученици:
- обучавају се за спремање топлих, хладних и сувих посластица 

- обучавају се за спремање савремених и традиционалних посластица 

- уче сигурносне и здравствене мере у процесу рада 

- велики број часова практичне наставе у специјализованим школским кабинетима за посластичарство
 

### Конобар
Током школовања ученици:
- имају велики број часова вежби, практичног рада и блок наставе 

- практична настава се реализују у специјализованом школском ресторану 

- одлазе на практичну наставу у разне угоститељске објекте са којима школа сарађује 

- ангажовани у разним манифестацијама у локалној заједници, а и на нивоу републике

### Кувар
Током школовања ученици:
- имају велики број часова практичне наставе и блок наставе 

- похађају велики број стручних предмета од којих истичемо националне кухиње Италије, Француске и Индије 

- обављају практичну наставу у посебно опремљеним школским кабинетима за куварство 

- ангажовани у манифестацијама које се одржавају у локалној заједници 

- сарађују са ученицима из сродних школа (Нови Сад) 

- учествују у ТВ емисији „Кухињски калфа“ (РТС1) 